# Oh, Que Delícia de Show
Oh, Que Delícia de Show foi um programa de televisão brasileiro produzido e exibido pela TV Globo entre 18 de abril de 1967 e 23 de setembro de 1969. Foi criado por Max Nunes e Haroldo Barbosa, com direção de Augusto César Vannucci. Era apresentado pela atriz Célia Biar e pelo lutador de luta livre Ted Boy Marino. O horário do programa variou entre 20h e 20h30. 

## Formato
Célia Biar entrava em cena puxada por um homem fantasiado de gato branco, análogo ao gato Zé Roberto, que a atriz tinha a seu lado enquanto apresentava o filme que seria exibido na Sessão das Dez.
Eram exibidos, entre outras atrações, números musicais e circenses. Havia ainda brincadeiras, como o Jogo dos 7 Erros, que distribuía prêmios aos telespectadores. Esse quadro contava com a presença de atores das novelas da TV Globo, como Emiliano Queiroz. 
Também apresentou-se a transmissão do II Festival Internacional de Circo, diretamente do Maracanãzinho, no Rio de Janeiro. Um passeio ao Jardim Zoológico com o grupo The Fevers; e o homem que suportava o peso de um carro sobre o corpo. Para o produtor Ruy Mattos, o diretor Augusto César Vannucci foi um dos precursores na utilização da linguagem dos clipes musicais, ao gravar um especial com o músico Pedro Mattar para o programa. Na ocasião, alugou-se um piano de cauda e foram gravadas cenas em diversos pontos da cidade do Rio de Janeiro, como no Pontal do Leblon, no Parque da Cidade, na Quinta da Boa Vista e na Praia do Flamengo. Ruy Mattos ressaltou ainda as dificuldades enfrentadas pela produção para transportar as pesadas câmeras utilizadas na época, e as fitas de duas polegadas que usavam.